# Pistolet Walther GSP
Walther GSP – wyczynowy pistolet sportowy do strzelań dokładnych na 25 metrów w konkurencjach ISSF. Skonstruowany w 1968 roku. Pistolet strzela amunicją bocznego zapłonu .22 LR, możliwe jest jednak również używanie adaptera umożliwiającego strzelanie amunicją centralnego zapłonu .32 S&W Long. Przez wielu strzelców wyczynowych na świecie uważany jest za jedną z najlepszych tego typu konstrukcji wszech czasów. Do jego głównych zalet zaliczyć należy celność oraz wyjątkową trwałość i bezawaryjność. W 2001 roku na rynku broni sportowej pojawiła się jego unowocześniona wersja - Walther GSP Expert. 